# 북

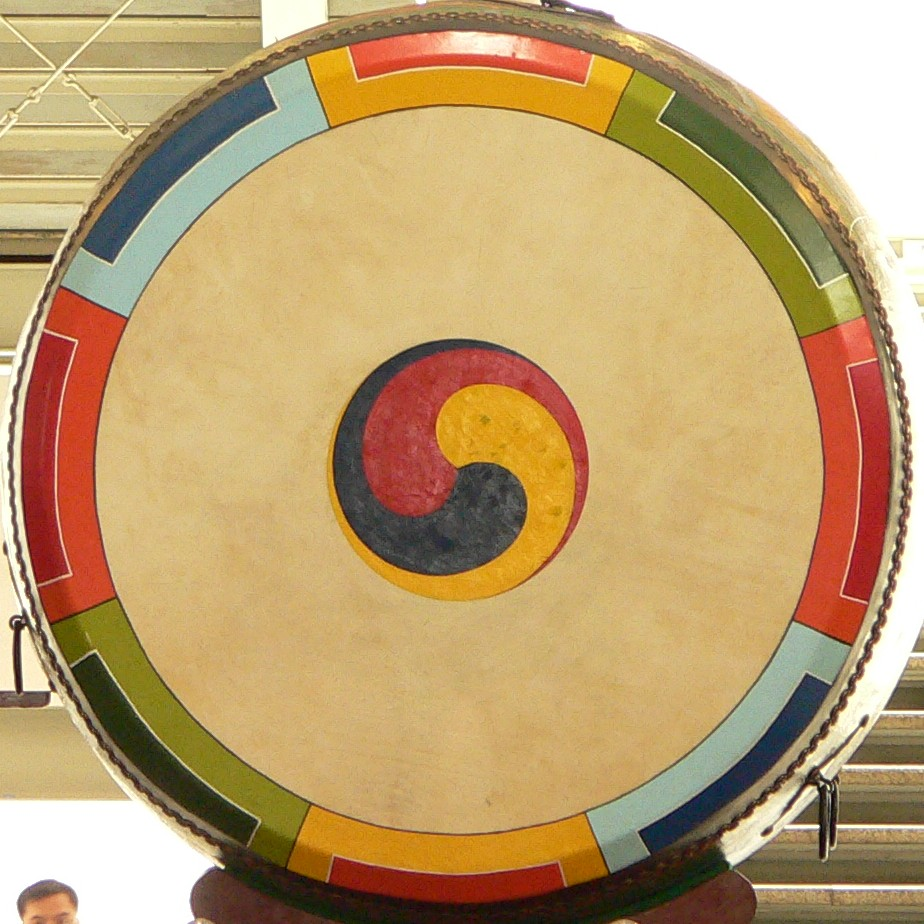
한국의 북

북은 타악기 중 하나로 동물의 피막을 씌워 그 부분을 치면서 연주하는 악기이다. 호른보스텔과 작스의 악기 분류에 따르면 특수한 것을 제외한 대부분의 북은 막울림악기다. 역사가 오래된 악기이며, 예전부터 세계 각지에서 사용되었다. 채나 손가락 등을 이용하여 친다. 수많은 종류가 있으며, 피막의 두께가 소리에 많은 영향을 미친다. 북을 치는 행위는 북치기 또는 타고(打鼓)로 부른다.

## 역사
앨리게이터 가죽으로 만든 북은 중국의 신석기 문화 유적에서 발견되었으며, 기원전 5500 ~ 2350년 경으로 거슬러 올라간다. 문헌에 따르면 북의 샤머니즘적인 특징은 종종 제례의식에서 사용되었다.

## 분류
호른보스텔-작스 분류에 따르면, 직접 타격 막명악기들, 즉 북들은 악기의 형태에 따라 그릇형, 관(管)형, 원통형, 배럴형, 쌍원뿔형, 모래시계형, 원뿔형, 고블릿형, 프레임형 등으로 나눈다. 이 분류에 따르면 팀파니는 그릇형, 장구는 모래시계형, 탬버린은 프레임형, 다라부카는 고블릿형에 들어간다.

## 같이 보기
- 막명악기
- 드럼셋
- 큰북
- 작은북
- 가온북
- 한국의 북

## 참고 자료
- 이 문서에는 다음커뮤니케이션(현 카카오)에서 GFDL 또는 CC-SA 라이선스로 배포한 글로벌 세계대백과사전의 내용을 기초로 작성된 글이 포함되어 있습니다.